# Легенда об Иосифе
«Леге́нда об Ио́сифе» (фр. La Légende de Joseph) — одноактный балет в постановке М. М. Фокина по либретто Г. фон Гофмансталя и Г. фон Кесслера на музыку Р. Штрауса с декорациями Х. М. Серта и костюмами Л. С. Бакста. Впервые представлен силами труппы Русский балет Дягилева 14 мая 1914 года в театре Гранд-Опера́, Париж.

## История
Для 9-го Русского сезона 1914 года в Париже Фокин поставил свои последние четыре балета для труппы Русский балет Дягилева: «Бабочки», «Легенду об Иосифе», «Золотого петушка» и «Мидаса». Для воплощения этих постановок С. П. Дягилев, уволив В. Ф. Нижинского и оставшись без балетмейстера, был вынужден обратиться за помощью к М. М. Фокину, примириться с ним и долго уговаривать вернуться в труппу.
9-й Русский сезон состоял из 10 представлений в 6 спектаклях. Мировая премьера (фр. création) «Легенды об Иосифе» состоялась в Париже 14, 17 и 19 мая в одном спектакле с парижской премьерой «Бабочек» и «Шехеразадой».
По данным Елизаветы Суриц, свой единственный балет Рихард Штраус сочинил специально для антрепризы Сегрея Дягилева. Это не точные данные, поскольку Штраус сочинил ещё один балет — «Взбитые сливки»  (op. 70, 1922). В либретто использована история библейского персонажа Иосифа из Ветхого Завета (Быт. 37:1-50:26). В «Легенде об Иосифе» действие переносится в эпоху Возрождения, в Венецию времён Паоло Веронезе. Вопреки библейской легенде, по мнению Е. Я. Суриц, превратившейся в эротико-мистическое представление, «по произволу авторов либретто» в финальной сцене балета Иосиф возносится к небесам, а жена Потифара удушает себя жемчужным ожерельем.
Балет начинается одним из блестящих восточных праздников в духе стиля модерн, которыми прославилась труппа Русский балет. Это был дебют молодого и тогда ещё неопытного  Л. Ф. Мясина в Русских сезонах. В. М. Красовская писала, что стиль мимодрамы на библейский сюжет не отличался новизной ни в творчестве балетмейстера, ни в репертуаре труппы Дягилева. Мясин в роли Иосифа своей пластикой и костюмом напоминал пастушка из «Дафниса и Хлои». Роль жены Потифара на первом показе в Париже исполнила оперная певица М. И. Кузнецова, но изначально эта роль предназначалась Т. П. Карсавиной, которая выступила в ней только месяц спустя в Лондоне со свойственным ей драматическим талантом.
По свидетельству С. Л. Григорьева, во время первого показа в Лондоне близкий к берлинским придворным кругам автор сценария граф Гарри фон Кесслер известил Дягилева о своём опасении, что осенние гастроли труппы в Германии могут не состояться. Менее чем две недели спустя разразилась Первая мировая война.

## Премьера
- 1914 — 14 мая мировая премьера «Легенды об Иосифе» в Париже, Опера́[1][2][5][7][10]. Балет в одном акте в хореографии Михаила Фокина на музыку Рихарда Штрауса (Josephs-Legende, op. 63, TrV 231, 1912), декорации Хосе Марии Серта, костюмы Льва Бакста, либретто Гарри фон Кесслера и Гуго фон Гофмансталя[2]; дирижёр Р. Штраус, режиссёр С. Л. Григорьев[3].

Действующие лица и исполнители: 
- Иосиф — Л. Ф. Мясин
- Потифар — А. Д. Булгаков
- Жена Потифара — М. И. Кузнецова[1][2][3]
- Суламита — В. П. Фокина[10]
- Архангел — М. П. Фроман (Максимилиан)[11].

Повторно исполнен в Париже 17, 19 и 21 мая; 4 и 6 июня. 
С. Л. Григорьев, В. М. Красовская и Г. Н. Добровольская датировали мировую премьеру 17 мая. Однако в тексте книги Григорьев также писал, что «Иосиф» был представлен в день открытия сезона, то есть 14 мая.
Первый показ в Лондоне в театре Друри-Лейн состоялся 23 июня 1914 года. Благодаря активной рекламе Дягилев добился того, что балет «был принят с куда большим энтузиазмом, чем в Париже». 

## Восприятие
По оценке Григорьева, три новых спектакля девятого сезона в Париже — «Легенда об Иосифе», «Соловей» и «Мидас» — «в той или иной мере дали осечку, только «Золотой петушок» имел безоговорочный успех». Григорьев писал, что «Легенда об Иосифе» не оправдала ожиданий. «Интересная сама по себе, музыка Штрауса не была танцевальной, чёрное с золотом оформление Серта и бакстовские костюмы не создавали нужной атмосферы, а Фокину мешала туманность сценария». Публика отнесла свои симпатии Мясину не благодаря его исполнению, а по причине привлекательной внешности, «Кузнецова же не произвела впечатления». 
По мнению А. Н. Бенуа, также присутствовавшего на премьере, балет едва ли можно причислить к настоящим удачам. Художнику не нравилась музыка Штрауса, но он похвально отозвался об оформлении постановки: «Грандиозна была „веронезовская“ декорация Серта с её чёрными, витыми (как в храме Соломона) колоннами, эффектны были „веронезовские“ костюмы Бакста, но ни декорации, ни костюмы никак не способствовали тому, чтобы можно было „поверить“ разыгрывающейся драме. Очень красив был заменивший Нижинского премьер труппы — открытый Дягилевым в Москве Мясин, но танцевал он неважно и далеко не так мастерски, как его предшественник и как он сам стал танцевать впоследствии. Партнершей ему служила оперная певица М. Н. Кузнецова (бывшая супруга одного из моих племянников), которая, однако, в этой немой роли обнаружила полную беспомощность, и несмотря на архироскошное платье со шлейфом, являла малоубедительный образ соблазнительной Madame Potiphar. Наконец, и Фокину мешала развернуться плохо продуманная планировка сцены».
Мясин писал в мемуарах, что в постановке «отсутствовала художественная связность», спектакль не имел «успеха ни как балет, ни как драма»: «Ренессансные декорации и костюмы требовали драматической хореографии соответствующего стиля, широты и размаха, напоминавших монументальность полотен Веронезе. Но Фокин не сумел воссоздать подобный стиль, а простота его хореографии не согласовывалась с оформлением постановки».
Вопреки данным оценкам участников и очевидцев события, в настоящее время существует иной взгляд на восприятие премьеры. Одетый в короткую белую тунику, Мясин покорил публику своей юношеской грациозностью, которую Фокин благоприятно воплотил в виртуозной жестикуляции Иосифа, подкупающей своей естественной простотой. Балет был принят с триумфом и стал последней постановкой экзотической направленности в репертуаре Русского балета Дягилева. Вместе с «Золотым петушком» и «Мидасом» явился последней работой Фокина в Русских сезонах, знаменуя конец карьеры балетмейстера в труппе Дягилева.
Современные французские авторы ссылаются на С. Л. Григорьева, режиссёра труппы, когда пишут, что наибольшего успеха достигли следующие премьерные показы: «Половецкие пляски» и «Клеопатра» в 1909 году, «Жар-птица» и «Шехеразада» в 1910 году, «Подводное царство» из оперы «Садко» и «Петрушка» в 1911 году, «Тамара» и «Синий бог» в 1912 году, «Легенда об Иосифе» и «Золотой петушок» в 1914 году.
Несмотря на такие оценки, после парижской и лондонской премьер «Легенда об Иосифе» не вошла в репертуар труппы Дягилева и долгие годы не представлялась публике.

## Другие версии
Балет «Легенда об Иосифе» на музыку Р. Штрауса был в разные годы поставлен в хореографии многих балетмейстеров, среди которых: Г. Крёллер (1921), М. Терпис (M. Terpis, 1923), Д. Баланчин (1931), А. Миллосс (1933), П. Млакар(1934), М. Вальманн (1936), Е. Ханка (E. Hanka, 1949), В. И. Гзовский (1953), Э. Тюдор (1958), Г. Розен (H. Rosen, 1958), Д. Ноймайер (1977), Ж. Руссилло (J. Russillo, 1982), Х. Споерли (1992).

## Балет Голейзовского
В балете К. Я. Голейзовского «Иосиф Прекрасный» (фр. Le Beau Joseph) 1925 года на музыку С. Н. Василенко действие соответствует историческим временным рамкам, но в одном персонаже воплощены как Потифар, так и фараон, а Иосиф находит свою смерть в темнице.